# NGC 855
NGC 855 este o galaxie eliptică situată în constelația Triunghiul. A fost descoperită în 26 octombrie 1786 de către William Herschel. Se află la o distanță de 8,83 megaparseci de Pământ.